# Trantor
A Trantor egy  bolygó az Isaac Asimov által kitalált Alapítvány-sorozatban. Az Első Galaktikus Birodalom fővárosa (bolygóvárosa), ami majdnem a galaxis középpontjában helyezkedik el. Az egész bolygó egyetlen hatalmas város, amelyet 800 szektorra osztottak fel. A lakosság kupolák alatt él.
|  | Ez a szócikk a teljes Alapítvány–Birodalom–Robot regényciklus cselekményét részletezi! |

## A Trantor helyzete
Asimov legelőször az 1940-es években megjelent novelláiban említette a bolygót, amelyet akkor még a Tejútrendszer központjába helyezett el. A galaxisról szerzett újabb ismeretek alapján Asimov megváltoztatta a bolygó helyzetét (mivel a Tejútrendszer középpontjában a feltételezések szerint a Sagittarius A* nevű, hatalmas fekete lyuk található), és a későbbi regényekben úgy írta le a bolygót, hogy „Olyan közel van a középponthoz, amilyen közel csak egy lakott bolygó lehet. Közelebb van, mint bármely másik jelentős és lakott rendszer. A Galaxis valóságos középpontjában egy csaknem milliónyi csillagnak megfelelő tömegű, fekete lyuk van.”. A bolygó megváltozott helyzetének első említése regényben 1950-ben, a Kavics az égben (Pebble in the Sky) című könyvben volt.

## Trantor szerepe
„Trantor volt az Első Galaktikus Birodalom fővárosa. Tizenkétezer esztendeig működött császári székhelyként, de már annak előtte is az egyik legjelentősebb császárkor előtti királyság fővárosa volt. Ez a királyság az idők során fokozatosan bekebelezte a többi királyságot, s végül létrehozta a birodalmat. … Az emberiség történetében mindeddig a Trantor volt a legnagyobb és legnépesebb birodalom fővárosa. A világméretű városnak több mint negyvenmilliárd lakosa volt, könyvtára magában foglalta az emberiség alkotó (és kevésbé alkotó) tevékenységének minden eredményét, magát az emberiség tudásanyagát. És mindezt az anyagot egy olyan bonyolult számítógépes rendszer foglalta magában, amelyen csak szakember tudott eligazodni.”

## A bolygó földrajza és történelme

### A Birodalom előtt
Miután R. Giskard Reventlov és R. Daneel Olivaw felemás hozzájárulásával extrém globalista aurorai űrlakók radioaktívvá változtatták a Földet (Robotok és Birodalom), megindult az emberiség kirajzásának újabb hulláma. E több (körülbelül kétszer) tízezer évig tartó gyarmatosítási szakasz során az emberiség betelepítette a Galaxist, több millió bolygót terraformált, és eljutott a galaktikus mag területeire is, ahol a Trantor elhelyezkedett. A Föld, ahogy ereje és népessége csökkent, lassan elvesztette központi hatalmát a gyarmatvilágok felett, az elkényelmesedett és a földi emberektől viszolygó űrlakó világok is hanyatlásnak indultak.  
A sokszor kegyetlen és nehéz körülmények határozott irányítást követeltek a (robotmunkát szigorúan tiltó) telepesvilágoktól, akik erősen függtek a használható földterületektől, illetve a bolygóközi kereskedelemtől, így fokozatosan feudális jellegű csillagbirodalmak alakultak ki egy-egy sikeresebb és agresszívabb kolónia körül. Az egyik legsikeresebb a Trantori Birodalom volt, amely Kr. u. 11000 körülre a galaktikus gyarmatvilágok kb. felét bekebelezte. Módszerei változatosak voltak, a katonai hódítástól a beszivárgáson át egészen a kereskedelmi befolyás szerzéséig, de sok katonailag gyenge világ a feudális káoszban amúgy is húzott egy erős birodalomhoz.
A Trantori Birodalom egyik legfőbb riválisa a Sark nevű világ volt, amely a galaktikus mezőgazdaság egyik legfőbb luxusterméke, a drága florinai kyrtt (ez egy különleges kenderfajta, amit ruházkodásra és hasonló célokra használtak) kereskedelme révén szerezte befolyását (Az űr áramlatai). Amikor a Florina napja szupernovává vált, elpusztítva a bolygót, a Sark elvesztette hatalmát, a Trantor pedig uralma alá vonta a Galaxist.
Ebben az időben a Föld párszor fellázadt a Trantori Birodalom ellen, azonban ezek a kísérletek sikertelenek maradtak. Az emberiség fokozatosan elfeledte és a legendákba száműzte az anyabolygót. A Galaktikus Birodalom idejére részben már a létezését is kétségbe vonták (többnyire a birodalmi galaktográfusok, azaz a tudományos közélet is), miközben egy tucat Szíriusz-szektorbeli világ állította magáról, hogy azonos az egykori anyabolygóval, vagy pedig hogy ő volt a valódi anyabolygó, a Föld pedig legenda.

### A Birodalom aranykorában
A Trantor bolygó az első Galaktikus Birodalom központja, a Birodalmi Kormány székhelye. A bolygó felszíne 194 000 000 km² (vagyis a Föld szárazföldjeinek 130%-a), amelyet fentről teljes egészében átlátszó kupolákkal, a talajszinten pedig fémmel borítottak – kivétel ez alól a Császári Palota területe (kb. 250 km²), továbbá a Galaktikus Egyetem és Könyvtár épületegyüttesének környéke. Mindenhol máshol fém fedi a talajt. Az egész bolygó egyetlen hatalmas nagyvárost alkotott, amely mélyen a föld alá terjeszkedve 45 milliárd embernek adott otthont Trantor fénykorában – ezt a felső határt császári törvény szabta meg. Ennek alapján a népsűrűség 232 fő/km² (összehasonlításképpen Belgium népsűrűsége 340 fő/km², míg az Egyesült Államokban található New York népsűrűsége 2006-ban meghaladta a 10 000 fő/km²-t). A bolygó lakossága teljes egészében a Birodalom adminisztrációs gépezetének kiszolgálásával vagy a bolygó lakóinak fenntartásával foglalkozott.
Az Alapítvány pereme a következő leírást adja a Trantorról:
„A Trantor felszínét fém borította. Sivatagait és termékeny földjeit egyaránt lakóterületek, adminisztratív dzsungelek, számítógép-vezérlésű munkahelyek, hatalmas élelmiszer- és egyéb raktárak foglalták el. Hegységeit elegyengették, völgyeit, szakadékait feltöltötték. A város végtelenbe vesző utcafolyosói a szárazföld héja alá bújtak, az óceánokból pedig óriási, föld alatti vízkultúrákat alakítottak ki – ez volt az egyetlen (és elégtelen) helyi forrása az élelmiszer és ásványkincs termelésének.”
Az űr áramlatai (The Currents of Space, 1952) című regény kicsit több részletet tartalmaz a bolygó történetéről. A regény szerint a régi Trantori Köztársaságot öt szomszédos bolygó alkotta, amelyek előbb a Trantori Konföderációvá alakultak, majd kialakult a Trantori Birodalom, amely az egész galaxis meghódítása után Galaktikus Birodalommá alakult.
Egy trantori nap 1,08 galaktikus szabvány napig tartott.
A bolygó egyik legfontosabb épületegyüttese a Trantori Könyvtár (amely Császári Könyvtár, a Trantori Egyetem Könyvtára és Galaktikus Könyvtár néven is ismert), ahol a könyvtárosok az emberiség rendelkezésére álló teljes tudásanyagot folyamatosan gyűjtik és katalogizálják. Az adatokhoz csak a helyszínen lévő terminálokon lehet hozzáférni, amihez engedély szükséges.
A bolygó nagy kerületei (szektorai) közül a Dahl, a Mycogen és a Wye (Minek) szektorok a legfontosabbak, amik egymástól gyökeresen különböző, speciális feladatokat látnak el. 
A Dahl relatíve szegény munkásszektor, ahol geotermikus hőkutakban a társadalom létét biztosító energiatermelés folyik. A dahliak többsége büszke (legalábbis ezt mutatja), hogy az iszonyatos hőségben olyan nehéz munkát végez, amit más trantoriak nem vállalnak, és meg sem becsülnek; ugyanakkor meg is veti az elpuhult császári társadalmat. Idegennek csak testőrséggel érdemes a szegényebb kerületekben kószálnia, mert a helyi lakosság beleköt, ki is rabolja, és mindezt ráadásul bizonyos középkorias avagy gettós zsiványöntudattal. A testi erő, ügyesség, bátorság és életrevalóság a legfontosabb értékek egy dahli számára. Számos helyen kívánnivalót hagynak maguk után a lakhatási körülmények és a közbiztonság (az egyik legrosszabb ilyen szempontból a Billibotton nevű alkerület). A dahliak többsége alacsony, fekete hajú, sötétes bőrárnyalatú, a férfiak bajuszt viselnek, ami a Trantoron máshol igen szokatlan. A helyi legendák szerint ők az egyetlen ősbolygó, a Föld lakosságának leszármazottai (akik már a Trantori Birodalom idejében települtek át a bolygóról), bár ennek nem tulajdonítanak jelentőséget.
A Mycogen jómódú, autonóm, ugyanakkor zárkózott szektor, ahol főleg mikroétel készítésével (laboratóriumban növesztett, élesztőből és hasonló mikrobákból készülő mesterséges étel, a korszak emberiségének fő tápláléka) foglalkoznak – ahogyan a név is mutatja (myco-gen ~ gomba-keltő). Itt készítik a Galaxis legízletesebb mikroételét, ebből a szektor jó jövedelemre tesz szert. Azonban a Mycogen lakói szektaszerűen elkülönülnek, lenézik a többi trantorit és általában őket is lenézik. Ez már zsákszerű, hivalkodóan egyszerű ruházatukon és azon is látszik, hogy testszőrzetüket a felnőttkort elérve teljesen eltávolítják. A látogatóktól is megkövetelik, hogy a hajukat teljesen elfedő „bőrparókát” viseljenek, egyébként pedig a szektorba csak kormányzói és főpapi engedélyeztetés után illik belépni, egyéb esetekben a látogató biztonságát vagy szabad mozgását nem garantálják (noha a szektorlakók nem agresszívek, a helyi vallási hatóságok figyelmeztetés után általában csak deportálják az illetéktelen látogatókat, és azt is csak ha megszegi az egyébként szigorú szabályokat). Névadási szokásaik is furák (Micélium 72, Esőcsepp 43). Vallásuk a Könyvön alapul, ez egy központi szentélyben őrzött történelemkönyvszerű legendárium, amely feltárja, hogy követői az Auróra bolygóról származnak, tehát a lakosság ősei egykor az űrlakók vezető társadalmát alkották. Mindegyik Testvér (férfiak) és Nővér (nők) hord magánál egy sztenderd másolatot vagy kivonatot a Könyvből. Az űrlakó társadalom egykori méltóságos tartózkodása, felvilágosult hűvössége szektás önsanyargatássá és az egykori hatalom visszaszerzéséről szóló ábrándozássá fajult, noha a szektor jó kapcsolatokat ápol a császárokkal és esze ágában sincs nyíltan a Birodalom ellen fordulni. A szektort mindig egy férfi főpap irányítja (Eto Demerzel főkormányzó idejében a főpapot Napmester 14-nek hívták), a nők alacsonyabb-rendűnek számítanak. A helyi legendák szerint valamikor az őseik alkották meg a humanoid robotokat.
A Streeling körzet ad helyt a Galaktikus Birodalom legfontosabb tudományos intézményének, a Streeling Egyetemnek. Itt kezdte kidolgozni  Hari Seldon és kis csapata a pszichohistória alapjait, és ez a birodalmi korszak után a Második Alapítvány titkos székhelye.
A Minek szektor szintén gazdag és befolyásos szektor, a déli sark környékén helyezkedik el. A Trantor lakossága által termelt hővel a jégsapkát felmelegítik, miáltal idilli környezeti feltételek jönnek létre. Amennyiben a hőcserélő rendszert a szektorvezető – akit Polgármesternek hívnak – lekapcsolná, nemcsak a szektor jegesedne el, de egész Trantor lakhatatlanná válna. Ez komoly befolyást jelent a politikában, és a szektor nagymértékű autonómiát élvez a Császárságon belül. Egykor a Minek adott császárokat a Birodalomnak, emiatt a vezetők roppant büszkék, és titokban nagyon bizalmatlan a viszony a mindenkori Polgármester és a császárok között. Első Cleon császár és Eto Demerzel kormányzó regnálása alatt a Minek szektor államcsínyt szervezett a császárság megragadására; ezt Demerzel sikeresen, vértelenül elfojtotta, még a puccs kitörése előtt.

### Az Első Birodalom bukása után
Kb. 260 évvel az Alapítvány létrehozása után egy Gilmer nevű lázadó megkísérelte átvenni a hatalmat és a „Nagy Dúlás” során Trantort felégette. VIII. Dagobert császár és családja a közeli Delicass bolygóra menekült. A felkelés után Trantor lakossága 40 milliárdról alig 100 millióra csökken. A Második Alapítvány szellemi befolyásolással megvédte a Trantori Könyvtár épületét, de a bolygó épületeinek többségét lerombolták. Az elkövetkező 2 évszázad alatt a fémet eladták, a maradék lakosok pedig az újonnan felszabaduló földeken mezőgazdasági termelésbe kezdtek, hogy életben tudjanak maradni. Idővel a farmerek lettek a bolygó egyetlen lakosai, nyelvük a szabvány galaktikus nyelvtől eltérő irányba fejlődött és a bolygót nem hivatalosan „Hon”-ra nevezték át (az angol eredetiben „Hame”, azaz a „home” – „otthon” szóból).
Az Alapítvány pereme így írja le a bolygó pusztulását: „…Trantort is legyőzték és kifosztották … milliószámra gyilkolták le polgárait, és ítélték éhhalálra a megmaradt milliárdokat … a »barbár« flották szétszabdalták, kilyuggatták és megolvasztották hatalmas fémköpenyét… Az életben maradottak aztán tovább pusztították az egykor hatalmas világ még megmaradt értékeit, mígnem a Trantor egy-nemzedéknyi idő leforgása alatt az emberi faj legnagyobb bolygójából egy elképzelhetetlenül kusza romhalmazzá nem vált.”

## Élelmiszertermelés
Az eredeti Alapítvány-sorozat (1951) könyveiben (az Encyclopedia Galactica bejegyzésében) mutatta be Asimov az élelmiszerhelyzet: „…Ne feledjük, hogy a hanyatlás egyik fontos tényezője éppen az volt, hogy az utolsó császárok földhözragadt vezetése alatt lehetetlenné vált a Galaktikus Birodalom megfelelő igazgatása. Napról napra hajók tízezrei hordták a Trantor asztalaira húsz mezőgazdasági bolygó termékeit. Trantor élelmezése, sőt egész léte a külvilágtól függött, ez kiszolgáltatottá tette a bolygót az ostromlók blokádjával szemben. A Birodalom utolsó évezrede során a monoton egyhangúsággal ismétlődő lázadások egyre inkább ráébresztették erre a tényre az egymást követő császárokat, s a Birodalom politikája szinte teljes egészében arra korlátozódott, hogy megvédje Trantor érzékeny ütőerét.” (Encyclopedia Galactica)
Az Alapítvány előtt (1989) regényben Asimov arra utalt, hogy ez nem mindig volt így: eredetileg a trantori lakosság élelmiszerigényeit óriási farmokon termesztették, ahol élesztőgombák és algák adták az alapvető tápanyagokat, amelyekből ízesítők és színezékek hozzáadásával ehető ételt készítettek. Ezek a föld alatti farmokat azonban szinte kizárólag a tik-tok robotok (gépagyúak, más fordításban) működtették, és amikor egy felkelésük során ezen robotok nagy részét megsemmisítették, a császári székhely egyre jobban függött az élelmiszerbehozataltól.
Trantor a létfontosságú nyersanyagokat a „Külső Világokból”, vagyis a közelében található élelmiszer- és egyéb nyersanyagtermelő bolygóktól kapta, amelyekkel „ezernyi űrkikötője, tízezernyi hadihajója, százezernyi kereskedőhajója, milliónyi teherhajója révén tartotta a kapcsolatot.”

## Közlekedés
A bolygón a nagyobb távolságú közlekedés túlnyomó része a föld alatt, a bolygót behálózó, alagutakból álló hálózatban zajlik, melyben automatikus irányítású taxik közlekednek. A taxik sebessége 350 km/h, haladásuk mágneses lebegtetéssel történik. Az utazás az utas részéről azzal kezdődik, hogy a taxinak megadja a használandó alagút azonosítóját (pl. D7). Útközben azonban megállhat a kijelölt pihenőhelyeken.
A levegőben való utazáshoz sugárhajtású repülőgépeket lehet igénybe venni, amik rendszeresen közlekednek. Ezek gyorsabbak a taxinál. Meghajtásuk mikrofúziós motorral és gázsugárral történik a kisebb repülőgépek esetén, a nagyobb repülőgépek csak gázsugárral haladnak, mert mikrofúziós motor nem áll rendelkezésre.
A repülőgépek a kupolák fölötti légtérben repülnek, amit úgy érnek el, hogy a megfelelő időben és helyen a kupolán akkora nyílás keletkezik, amekkorán a repülőgép kifér, utána a nyílás azonnal bezáródik. A leszállás hasonlóképpen történik.
A kisebb távolságokat az emberek gyalogosan teszik meg. Kissé nagyobb távolságra mozgójárdát használnak. Még nagyobb távolságra gravibuszt vesznek igénybe.
Függőleges utazáshoz kísérleti stádiumban lévő, antigravitációs liftek állnak rendelkezésre, ezeket csak néhány kiemelt helyen lehet használni, a palota közelében. Üzemeltetésük gazdaságtalan. Ezeknek a lifteknek a használata közben nem lép fel kellemetlen gyorsulás vagy lassulás érzés, az utazás puhán ér véget. A levegő az utasokkal azonos sebességgel halad, így nem keletkezik menetszél. Sokak számára félelmetes élmény, mivel a lefelé haladás gyakorlatilag olyan, mintha az utas egy szakadékba lépne. Ezek az emberek (például Hari Seldon is) csukott szemmel veszik igénybe az ilyen liftet, ami gyakran 50 emeletnyi szintkülönbséget tesz meg pár másodperc alatt.
Léteznek hagyományos liftek is, amikkel akár a Felvilág szintjére is fel lehet menni. A liftek egy része csak személyes kóddal vehető igénybe.
A bennszülött trantoriak sajátos tulajdonsága, hogy a szokatlanság miatt szinte irtóznak az olyan szabad terektől, amit nem fed kupola. Emiatt nemigen mennek fel a kupolák szintje fölé, bár ez fizikailag megtehető, csak a legfelső szintre kell felmenni lifttel. 
Ezt a kupolák fölötti területet Felvilágnak nevezik.
A Felvilágon érdekes módon van valamennyi talaj, amiben fűfélék, bokrok, fák is nőnek. Kisebb állatok is megtalálhatók itt. A talaj nem szándékosan lett ide felhozva. A kupolákat nem egyszerre építették ki, hanem fokozatosan. Emiatt volt egy hosszú időszak, amikor már bizonyos helyek fölött kupola volt, máshol pedig még nem. A szél fel tudta vinni a földfelszínről származó port a kupolák szintje fölé, ahol annak egy része lerakódott és megmaradt. Hasonlóképpen juthattak fel a növények magvai is.
Az építés módjából következően a kupolák nem azonos magasságban vannak, így a Felvilágon dimbes-dombos a táj. 
Az űrből megfigyelve a Trantornak ezt a felső felszínét látják az érkezők, akik zöldnek írják le a bolygót.

## Időjárás
Trantor esetén kétféle időjárásról van szó, a kupolák alatti időjárás szabályozott, de hogy természetesebb legyen – időnként előfordul kisebb szél, eső vagy szemerkélő hóesés. Csak a szélsőséges, viharos jelenségeket nem produkálják. 
A külső időjárás a bolygó benépesítésével párhuzamosan nagy változásokon ment keresztül. A növekvő népességgel együtt nőtt az energiaigény, és ugyanakkor egyre több hőt engedtek a légkörbe. A jégtakarók visszahúzódtak, a felhőréteg megvastagodott. Az időjárás megromlott, egyre gyakoribb lett a viharos idő. Az emberek védekezésül behúzódtak a föld alá, lefelé kezdtek építkezni. Majd elkezdték kupolákkal lefedni a lakott területeket. Később a terjeszkedéssel egy ütemben a kupolák az egész bolygó felett megjelentek. 
Így a külső és belső időjárás rendszere  elszigetelődött egymástól.
A bolygót kívülről – a történetek idején – szinte állandóan összefüggő, sűrű felhőtakaró fedi, gyakran esik az eső vagy a hó.

## Szimbolizmus
Trantor bolygó az emberi civilizáció számos jellegzetes vonásának szimbóluma az Asimov-regényekben. A Birodalom fővárosaként egyszerre a Galaxis középpontja, a hatalom székhelye, a birodalmi közigazgatás feje. A bolygón keresztül mutatja be, hogy mi történhet bármelyik városias bolygóval. Asimovot a Római Birodalom ihlette az Alapítvány-sorozat könyveinek megírására, ennek megfelelően Trantor sorsa tükrözi Róma sorsát, tündöklését és hanyatlását.
A trantoriak mentalitásában visszaköszön az Acélbarlangok-ban bemutatott földiek mentalitása: az emberi technológia vívmányainak köszönhetően a Föld bolygó nagyobb városait kupolákkal borították, de a bezártság miatt a lakosság annyira hozzászokott a mesterséges környezet egyenletességéhez, hogy a külszínre legtöbben már képtelenek voltak kimerészkedni, s ha mégis erre kényszerültek, akkor legtöbbjük egyfajta agorafóbiás pánikroham eredményeképp omlott össze (Asimov maga is agorafóbiával küszködött), és orvosi kezelésre szorult. A trantoriak esetében az agorafóbia nem volt ennyire súlyos, de az ottani lakosság is csak évente egyszer-kétszer volt hajlandó találkozni a felszínnel, amolyan túlélőtúraszerűen, és a kupolaliftek fülkéitől nem is nagyon szívesen távolodtak el egy-két kilométer távolságnál nagyobbra. Tudósok, kalandorok és bűnöző elemek (pl. merénylők) kivételt képezhettek.

## Visszamenőleges folytonosság
- Az angolul „retroactive continuity” néven ismert jelenség a Trantor esetében is tetten érhető: az eredeti Alapítvány-trilógiában nem szerepel semmilyen utalás arra, hogy a Trantort egymástól jelentősen eltérő kultúrák lakói népesítenék be. Azonban Az Alapítvány előtt (Prelude to Foundation) és az Előjáték az Alapítványhoz (Forward to Foundation) regényekben – amelyek a trilógia után íródtak, de azt megelőzik – a Trantor bolygó egyes körzeteit különféle kultúrák lakják.
- A Trantor élelmiszerigényeivel kapcsolatban: az Alapítvány előtt még Seldon életében játszódik, amikor a bolygó élelmiszer-termelése elegendő volt a lakosság igényeinek kielégítéséhez. Azonban a későbbi császárok (az Encyclopedia Galactica vonatkozó bejegyzései alapján) rosszul menedzselték a helyi élelmiszertermelést és a Trantor egyre inkább a közeli mezőgazdasági bolygóktól beszerzett élelmiszertől függött. Azonban, ha I. Cleon volt az utolsó császár, akkor az Encyclopedia Galactica csak a Seldon ideje alatt elterjedt városi legendát tálalta tényként.